# Pattinaggio freestyle
Il pattinaggio freestyle è uno sport agonistico riconosciuto a livello internazionale dalla Fédération Internationale de Roller Sports
Per praticare il freestyle gli atleti utilizzano pattini in linea, composti da una scarpetta, un telaio in metallo o composito e tre, quattro ruote in linea di diametro minimo di 72 mm sino a 125 mm.
Il freestyle si pratica regolarmente in delle palestre sul parquet o sul cemento lungo una serie di coni colorati (da 10 a 20) disposti in linea retta, anche a tempo di musica.
Questo sport rimane ad oggi uno degli sport ricreativi più praticati nel mondo durante il tempo libero, esso viene generalmente eseguito su piazze e strade o comunque in zone a pavimentazione liscia, in questo contesto sono nate molte forme stilistiche non agonistiche come il pattinaggio aggressive o l'urban slalom.

## Specialità del freestyle
Le specialità italiane del freestyle, divise tra maschi e femmine, sono:
- Style Slalom singolo
- Slide
- Speed Slalom
- Rollercross
- Free Jump
- High Jump
- Skate slalom
- Battle Style e Slide Battle (introdotte come discipline ufficiali italiane nel 2013)
- Long Jump (salto in lungo)
- Team Cross (cross in coppia)

L'unica specialità mista è:
- Style Slalom Pair (chiamato anche: Style di coppia)

Durante le competizioni internazionali come il campionato Mondiale WFSC, vengono praticate le seguenti specialità :
- Classic Slalom: Men, Ladies, Junior corrispondente al nostro Style Slalom singolo
- Speed Slalom: Men, Ladies, Junior
- Freestyle Slides: Men, Ladies,
- Battle Slalom: Men, Ladies
- Pair Slalom: 2 in a group. Men, Ladies, Junior corrispondente al nostro Style Slalom di coppia.

In campo internazionale sono escluse le specialità di Rollercross e High Jump, mentre è prevista la gara di frenate ( le Slides).
- Relay : gara a squadre da 3, 4 componenti misti per genere
- Team Cross : cross a coppie miste per genere.

## Style Slalom

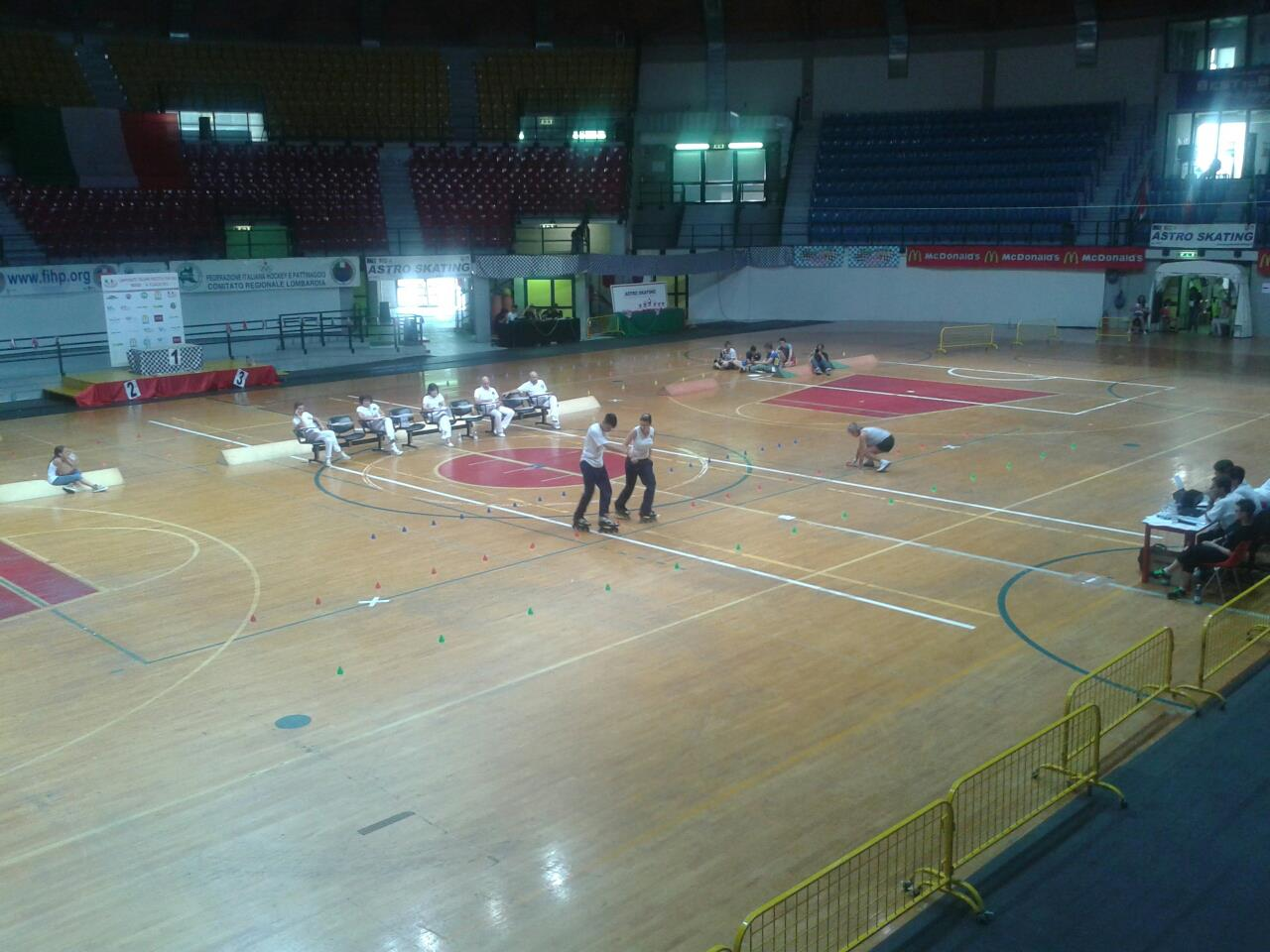
Gara di Style Slalom

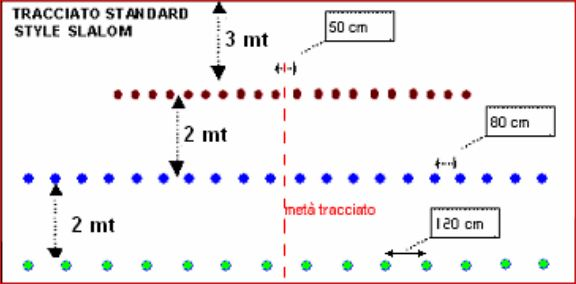
Schema coni freestyle Style

La disciplina Style Slalom (Style Classic) prevede che l'atleta, entro 120 secondi ed a tempo di musica, presenti una serie di passi semplici ( su 2 coni ) o composti ( su 4 coni ) in una zona attrezzata con 3 file di coni posizionate parallelele ad una distanza tra loro di 2 metri. La valutazione ed il punteggio viene assegnato da una giuria composta da 3 o 5 arbitri.
La prima fila di coni, quella più vicina alla giuria, contiene 20 coni alla distanza di 50 cm l'uno dall'altro, la seconda fila sempre di 20 coni è posizionata alla distanza di 80 cm uno dall'altro e l'ultima fila di 14 coni alla distanza di 120 cm l'uno dall'altro.
Il giudizio arbitrale consiste nella valutazione della tecnica e dello stile:
- Contenuto Tecnico
  - Tecnica di esecuzione dei passi
  - Tecnica durante il passaggio da un passo ad un altro (mix)
  - Difficoltà ( classe A-B-C-D-E) e valutazione maggior numero di coni effettuati con quel passi.
- Contenuto Stilistico
  - Fluidità movimenti rispetto alla musica
  - Coreografia

Penalità: Al voto dell'esibizione devono essere sottratti i punti delle penalità previste:
- 0,5 punti per ogni singolo cono abbattuto o spostato
- 1 punto per ogni caduta (mano a terra)
- 5 punti per il tempo di esecuzione, durata inferiore o superiore ai 10”

Sono consentite alcune "cadute" coreografiche come:
- Morte del Cigno
- Caffettiera Romana
- Spaccata (Gamba dietro stesa o flessa)
- Breakdance (semplice o doppio)
- Ragno
- Aladino
- Blocco (sulla punta o sul tacco)
- Superman
- Super Mario

## Figure e passi Style Slalom

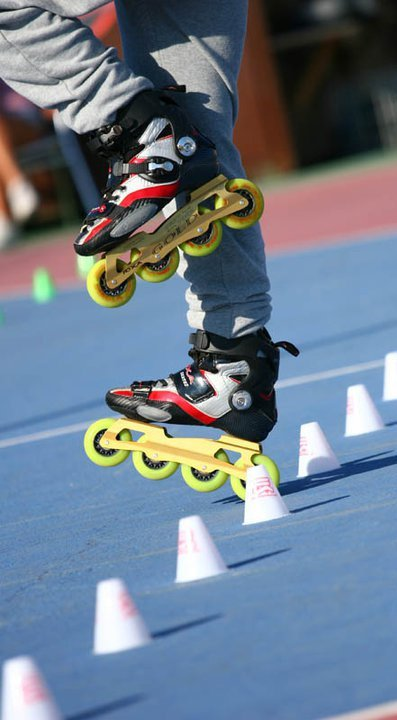
Freestyle Trick di tacco

La specialità Style Slalom prevede moltissimi passi semplici eseguiti su due coni ed altri molto più complessi denominati figure o tricks con una difficoltà di esecuzione notevole che aumenta ancora di più se eseguiti all'indietro.
I Passi sono codificati con una lettera, il passo più difficile è indicato con una A mentre quello più facile con una E, base della valutazione tecnica è la difficoltà del passo.
In campo internazionale i passi sono divisi in 4 grandi famiglie ed in gara è necessario produrne almeno uno per ogni famiglia:
- jumping (passi saltati)
- wheeling (passi in punta o tacco)
- spinning (passi in rotazione)
- sitting (passi seduti)

Esempio Passi di classe A:
- Toe wheeling Back (Tacco all'indietro)
- Kobra fw (Cobra in avanti)
- Kobra bk (Cobra all'indietro)

Esempio Passi di Classe E:
- Cross fw (incrociato avanti)
- Fish fw (affiancati avanti)
- Nelson snake fw ( uno dietro l'altro, prima uno poi l'altro avanti)

## Speed Slalom

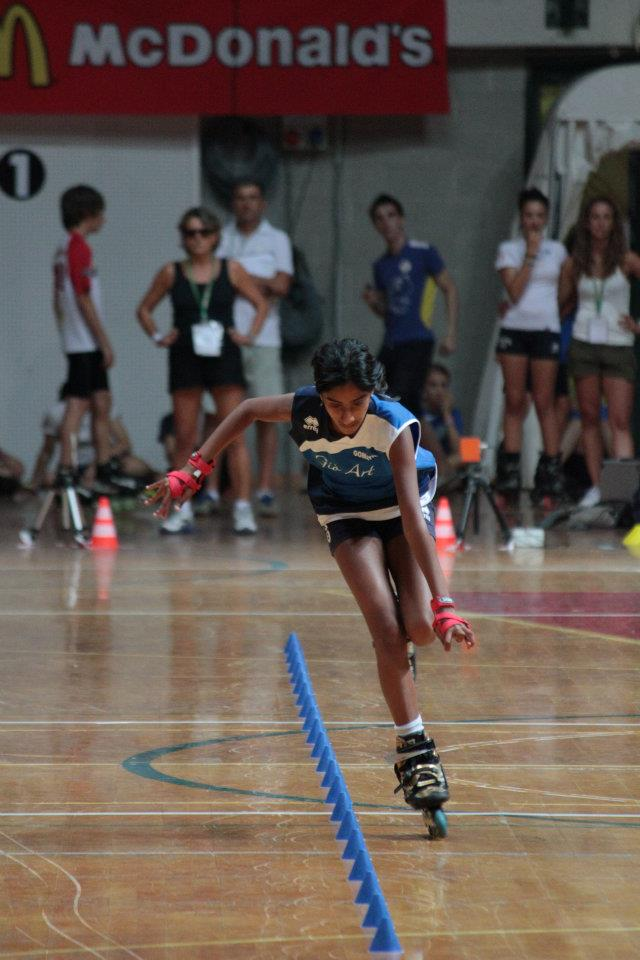
Gara di Speed Slalom

Lo speed slalom viene praticato in una zona del campo dove è predisposta una fila di 20 coni distanti l'uno dall'altro 80 cm.
La partenza di ogni singolo pattinatore è :
- da fermo
- inizia 12 metri prima del primo cono
- finisce 80 cm dopo l'ultimo cono.
- spazio di frenata obbligatorio 3 metri dopo l'ultimo cono.

Il tempo deve essere rilevato da un sistema di fotocellule a sensori.
L'avvio della partenza, con contestuale avvio del cronometro, dipende dal tipo di gara, in tutte le gare agonistiche si usa la partenza su segnalazione sonora o del giudice, le possibili partenze sono:
- partenza al segnale sonoro del giudice ed il tempo parte immediatamente
- partenza su iniziativa del pattinatore dopo il via del giudice ed il tempo parte alla partenza del pattinatore.

Lo speed è una gara di velocità che prevede la fase di qualificazione, le semifinali e la finale.
Le qualificazioni gare sono divise tra maschi, femmine e per età. ( giovanissimi, esordienti, ragazzi, juoniores, seniores)
Al termine delle prove, dette run, viene stilata la classifica di qualificazione in base ai tempi ottenuti dai partecipanti prendendo il tempo migliore su due prove, successivamente per la definizione del vincitore e dei primi 4 si usa il KO System, cioè uno scontro diretto sempre su due prove. 
La griglia finale, appunto KO System, è definita tra il 1°-4° e il 2°-3° per la semifinale, successivamente si effettua la finale tra i due vincenti.
Al tempo ottenuto in gara si devono applicare le penalità come segue:
- Le penalità:
  - 0,2 secondi per l'abbattimento o spostamento di ogni cono
  - 0,2 secondi per il salto di ogni cono
  - 0,2 secondi in caso di entrata senza il piede già alzato
- Run nulle:
  - Run dichiarata nulla, e quindi persa, in caso di doppia falsa partenza
  - Run dichiarata nulla, e quindi persa, in caso di abbattimento o spostamento di 5 coni
  - Run dichiarata nulla, e quindi persa, in caso l'altro piede tocchi il suolo o cambio di piede di appoggio

## Roller Cross

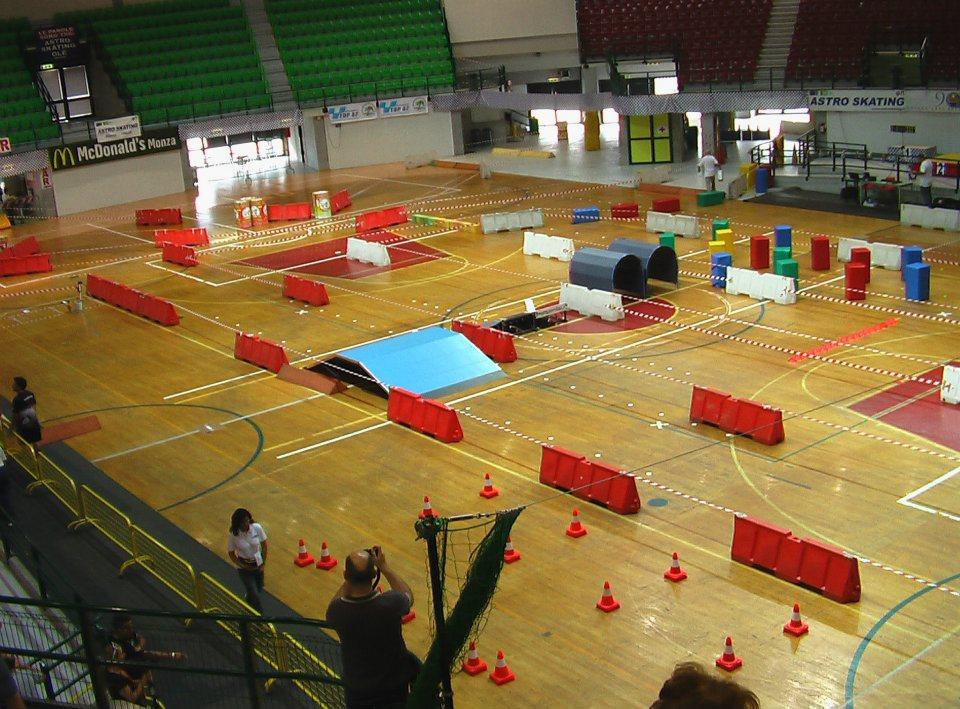
Pista da Rollercross

Il Roller cross è una disciplina tra le più dure e divertenti del pattinaggio e mette alla prova le capacità, la determinazione, la velocità e la forza del pattinatore.
Per il rollercross è necessaria un'ampia zona libera, generalmente un'intera palestra o palazzetto dello sport, dove predisporre ed attrezzare un percorso ad ostacoli, il pattinatore deve giungere al termine del percorso nel più breve tempo possibile senza incorrere in penalità.
La gara può essere outdoor (all'aperto) o indoor (dentro un palazzetto), e la qualificazione è secca ed a tempo.
Per l'outdoor la gara si svolge in due prove:
- prima prova singola a cronometro;
- finale in batteria per i primi quattro migliori tempi.

La gara indoor si svolge in una prova più il KO System:
- prima prova singola a cronometro;
- i primi quattro qualificati alla prova a cronometro vengono suddivisi in due batterie (semifinali) da due partecipanti così composte: 1°-4° e 2°-3°. I due vincitori di queste due batterie disputano la finale. Il terzo e quarto posto finale sono assegnati tramite confronto diretto tra i perdenti delle due semifinali oppure confrontando i due tempi.

## Free Jump

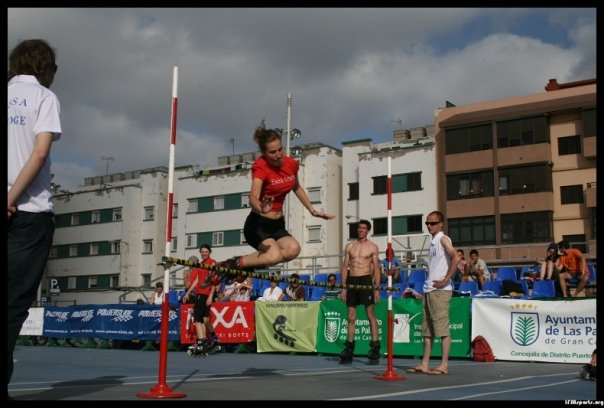
Free Jump

Una delle discipline più impegnative è il free jump, che come nel salto in alto, consiste nel saltare un'asticella partendo con una rincorsa.

## High Jump

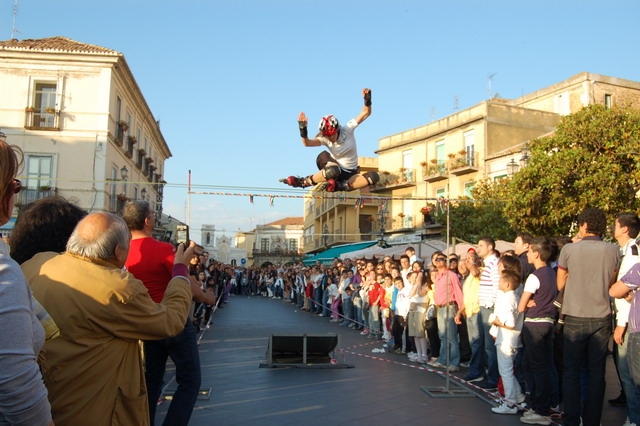
High Jump con rampa

La disciplina High Jump, è identica al salto in alto solo prevede l'uso di una rampa idonea a per poter saltare ostacoli molto alti.
La pista prevede una corsia di tre linee parallele perpendicolari:
- riga di partenza
- riga a 30 metri dove viene posizionato l'inizio della rampa per il salto
- riga di arrivo è segnata alla distanza di 15 metri dalla riga della rampa (questo valore per prassi adesso è di molto accorciato)

## Relay
Gara di pattinaggio in linea a staffetta su pista e strada. Sono adottate due tipologie di cambio, una mediante contatto del corpo con le mani che spingono il compagno d squadra nella fase di cambio, e l'altra con uso del testimone, simile ad atletica leggera.

## Attrezzatura
I pattini in linea necessitano di protezioni articolari per proteggersi dalle cadute accidentali.
Le parti del corpo da proteggere sono:
- i polsi (polsiere)
- i gomiti (gomitiere)
- le ginocchia (ginocchiere)
- la testa (caschetto da bike)

In realtà una volta diventati abili molti pattinatori non usano la protezione in quanto ritengono che la loro destrezza ed agilità gli impedisca di farsi male ma è bene non rischiare, usare almeno le polsiere per evitare l'infortunio più consueto. Le protezioni saranno comunque necessarie se praticherete Roller Cross, Jump, Aggressive o Urban Style.
Il pattino per Speed e per Roller Cross deve avere la configurazione flat, con tutte le ruote della stessa dimensione oppure semi-flat con tre ruote di una dimensione e quella frontale leggermente più piccola.
Il pattino per Style Slalom deve avere alcune ruote di dimensioni ridotte, la configurazione classica è quella con le due ruote centrali più grandi di 2/4 mm esempio 72-76-76-72 o 76-80-80-76, elemento necessario per effettuare movimenti di rotazione o inversione.

## L'aspetto non agonistico
Per la sua essenza, fuori dalle competizioni, rappresenta per molti pattinatori una sana, divertente, spettacolare e acrobatica forma di attività fisica che favorisce l'aggregazione e l'intrattenimento. Il freestyle è non solo uno sport, ma uno stile di vita presente anche al di fuori del mondo del pattinaggio, avvicinandosi a sport come lo skateboard, il BMX, il parkour e la break dance. Ciò che accomuna queste attività tra di loro è la ricerca del gesto atletico fine a sé stesso non cioè indirizzato ad un giudizio oggettivo e valutazione. Il divertimento che sta alla base di queste discipline permane anche quando ci si confronta amichevolmente, in maniera informale. L'esibizione predilige contesti urbani nei quali è inoltre possibile attirare un pubblico casuale.
Lo sport del pattinaggio è riconosciuto dai medici come l'attività fisica più vicina al nuoto in quanto aumenta la capacità di orientamento nello spazio, la resistenza allo sforzo, l'agilità e mantiene la postura eretta, senza la quale non è possibile pattinare, oltre allo sviluppo armonico di tutti i muscoli del corpo.

## Olimpiadi 2020
Il pattinaggio in linea è sport candidato Olimpico per le Olimpiadi 2020.

## In Italia
In Italia il pattinaggio freestyle è riconosciuto dal Comitato olimpico nazionale italiano ed è affiliato alla federazione agonistica Federazione Italiana Sport Rotellistici ed alla federazione promozionale UISP. Dal 2012 è riconosciuto dall'AICS, l'ente di promozione riconosciuto dal CONI, con il codice S4480.